# Tacaná (San Marcos)
Asunción Tacaná es un municipio del departamento de San Marcos, en la República de Guatemala; es fronterizo con México y está situado al pie del volcán del mismo nombre.
Durante la época colonial fue una doctrina de los frailes mercedarios y cuando estos entregaron sus reducciones al clero secular en 1754, pasó a ser parte del curato de Cuilco.
Después de la Independencia de Centroamérica en 1821, Asunción Tacaná pasó al Estado de Los Altos, el cual fue aprobado por el Congreso de la República Federal de Centro América en 1838. En el nuevo estado hubo constantes revueltas campesinas y tensión con Guatemala, hasta que las hostilidades estallaron en 1840, y el general conservador mestizo Rafael Carrera recuperó la región para Guatemala.
Su frontera con México fue establecida en 1896, tras el Tratado Herrera-Mariscal que suscribiera el presidente Justo Rufino Barrios en 1882 con el gobierno de México, y por medio del cual el gobierno guatemalteco renunció definitivamente a sus reclamos sobre el territorio de Soconusco y Guatemala perdió cerca de 10,300 km, catorce pueblos, diecinueve aldeas y cincuenta y cuatro rancherías, mientras que México perdió solamente un pueblo y veintiocho rancherías.  Fue tan nefasto el convenio para Guatemala, que el informe del director de la Comisión de Límites, el ingeniero Claudio Urrutia, fue confiscado por el gobierno del presidente Manuel Estrada Cabrera cuando se hizo público en 1900, y luego por el gobierno del licenciado Julio César Méndez Montenegro cuando se reimprimió en 1968.
En 2005, el área de Asunción Tacaná fue una de las que sufrió más daños por el paso de la tormenta Stan.

## Geografía física
De acuerdo al censo oficial de 2018, tiene una población de 82,079 habitantes en el año 2021 y una extensión territorial de 302 km². La altitud promedio es de 2,242 m s. n. m. En su circunscripción está localizado el volcán Tacaná.

### Clima
La cabecera municipal de Tacaná tiene clima templado (Köppen: Cwb).
| Parámetros climáticos promedio de Tacaná | Parámetros climáticos promedio de Tacaná | Parámetros climáticos promedio de Tacaná | Parámetros climáticos promedio de Tacaná | Parámetros climáticos promedio de Tacaná | Parámetros climáticos promedio de Tacaná | Parámetros climáticos promedio de Tacaná | Parámetros climáticos promedio de Tacaná | Parámetros climáticos promedio de Tacaná | Parámetros climáticos promedio de Tacaná | Parámetros climáticos promedio de Tacaná | Parámetros climáticos promedio de Tacaná | Parámetros climáticos promedio de Tacaná | Parámetros climáticos promedio de Tacaná |
| Mes                                      | Ene.                                     | Feb.                                     | Mar.                                     | Abr.                                     | May.                                     | Jun.                                     | Jul.                                     | Ago.                                     | Sep.                                     | Oct.                                     | Nov.                                     | Dic.                                     | Anual                                    |
| ---------------------------------------- | ---------------------------------------- | ---------------------------------------- | ---------------------------------------- | ---------------------------------------- | ---------------------------------------- | ---------------------------------------- | ---------------------------------------- | ---------------------------------------- | ---------------------------------------- | ---------------------------------------- | ---------------------------------------- | ---------------------------------------- | ---------------------------------------- |
| Temp. máx. media (°C)                    | 19.0                                     | 19.4                                     | 20.9                                     | 21.3                                     | 20.7                                     | 19.9                                     | 19.8                                     | 20.2                                     | 19.7                                     | 19.2                                     | 19.3                                     | 19.3                                     | 19.9                                     |
| Temp. media (°C)                         | 11.5                                     | 11.8                                     | 13.2                                     | 14.1                                     | 14.7                                     | 14.7                                     | 14.6                                     | 14.4                                     | 14.5                                     | 13.9                                     | 12.9                                     | 12.4                                     | 13.6                                     |
| Temp. mín. media (°C)                    | 4.1                                      | 4.2                                      | 5.6                                      | 7.0                                      | 8.8                                      | 9.6                                      | 9.4                                      | 8.7                                      | 9.3                                      | 8.6                                      | 6.5                                      | 5.5                                      | 7.3                                      |
| Precipitación total (mm)                 | 6                                        | 6                                        | 24                                       | 66                                       | 171                                      | 268                                      | 194                                      | 219                                      | 255                                      | 173                                      | 26                                       | 12                                       | 1420                                     |
| Fuente: Climate-Data.org                 |                                          |                                          |                                          |                                          |                                          |                                          |                                          |                                          |                                          |                                          |                                          |                                          |                                          |

### Ubicación geográfica
Tacaná está ubicado en el departamento de San Marcos, y limita con municipios de los departamentos de Huehuetenango, San Marcos y del Estado mexicano de Chiapas.
- Norte: Tectitán y Cuilco, municipios del departamento de Huehuetenango
- Sur: Sibinal, municipio del departamento de San Marcos
- Este: San José Ojetenam, municipio del departamento de San Marcos
- Sur este: Ixchiguán, municipio del departamento de San Marcos.
- Oeste, noroeste y suroeste: Chiapas, Estado de México[10]

| Noroeste: Chiapas | Norte: Tectitán Cuilco |                         |
| Oeste: Chiapas    |                        | Este: San José Ojetenam |
| Suroeste: Chiapas | Sur: Sibinal           |                         |

## Gobierno municipal
Los municipios se encuentran regulados en diversas leyes de la República, que establecen su forma de organización, lo relativo a la conformación de sus órganos administrativos y los tributos destinados para los mismos.  Aunque se trata de entidades autónomas, se encuentran sujetos a la legislación nacional y las principales leyes que los rigen desde 1985 son:
| N.º | Ley                                                | Descripción |
| --- | -------------------------------------------------- | --- |
| 1   | Constitución Política de la República de Guatemala | Tiene una regulación legal específica para los municipios en los artículos 253 al 262. |
| 2   | Ley Electoral y de Partidos Políticos              | Ley de carácter constitucional aplicable a los municipios en el tema de la conformación de sus autoridades electas. |
| 3   | Código Municipal                                   | Decreto 12-2002 del Congreso de la República de Guatemala. Tiene la categoría de ley ordinaria y contiene preceptos generales aplicables a todos los municipios, e inclusive contiene legislación referente a la creación de los municipios.             |
| 4   | Ley de Servicio Municipal                          | Decreto 1-87 del Congreso de la República de Guatemala. Regula las relaciones entra la municipalidad y los servidores públicos en materia laboral. Tiene su base constitucional en el artículo 262 de la constitución que ordena la emisión de la misma. |
| 5   | Ley General de Descentralización                   | Decreto 14-2002 del Congreso de la República de Guatemala. Regula el deber constitucional del Estado, y por ende del municipio, de promover y aplicar la descentralización y desconcentración económica y administrativa.                                |

El gobierno de los municipios de Guatemala está a cargo de un Concejo Municipal mientras que el código municipal —ley ordinaria que contiene disposiciones que se aplican a todos los municipios— establece que «el concejo municipal es el órgano colegiado superior de deliberación y de decisión de los asuntos municipales […] y tiene su sede en la circunscripción de la cabecera municipal». Por último, el artículo 33 del mencionado código establece que «[le] corresponde con exclusividad al concejo municipal el ejercicio del gobierno del municipio».
El concejo municipal se integra con el alcalde, los síndicos y concejales, electos directamente por sufragio universal y secreto para un período de cuatro años, pudiendo ser reelectos.
Existen también las Alcaldías Auxiliares, los Comités Comunitarios de Desarrollo (COCODE), el Comité Municipal del Desarrollo (COMUDE), las asociaciones culturales y las comisiones de trabajo. Los alcaldes auxiliares son elegidos por las comunidades de acuerdo a sus principios y tradiciones, y se reúnen con el alcalde municipal el primer domingo de cada mes, mientras que los Comités Comunitarios de Desarrollo y el Comité Municipal de Desarrollo organizan y facilitan la participación de las comunidades priorizando necesidades y problemas.

## Alcades de Tacaná desde 1986
| Alcalde                           | Período   | Partido       |
| --------------------------------- | --------- | ------------- |
| Gonzalo González Mazariegos       | 1986-1988 |               |
| Remigio Gónzalez Pérez            | 1988-1990 | -CAN-         |
| Fabio Gónzalez Morales            | 1990-1991 | -CAN-         |
| Fabio Gónzalez Morales            | 1991-1993 | -CAN-         |
| Ruperto Pérez Morales             | 1993-1998 |               |
| Salomón Morales Pérez             | 1998-2000 | Independiente |
| Efraín Hérnandez Velásquez        | 2000-2004 |               |
| Efraín Hérnandez Velásquez        | 2004-2008 |               |
| Ricardo Santizo Mazariegos        | 2008-2012 |               |
| Froilán Aurelio Rodas González    | 2012-2016 |               |
| Eugenio Hernández Velázquez       | 2016-2020 |               |
| Eulalio Nicacio De León Velázquez | 2020-2024 | BIEN          |
| Eleodoro Velázquez Pérez          | 2024-2028 |               |

## Historia

### Época colonial
En 1540, el obispo de Guatemala Francisco Marroquín dividió la administración eclesiástica del valle central de Guatemala entre las tres órdenes regulares principales: dominicos, franciscanos y mercedarios;  estos últimos cambiaron sus curatos del valle por los dominicos tenían en la Sierra de Huehuetenango y que incluían a Tajumulco. En 1690, Tacaná era parte de Tejutla, la cual comprendía los modernos municipios de: Comitancillo, Ixchiguán, Concepción Tutuapa, Sipacapa, Sibinal, Tajumulco y parte de San Miguel Ixtahuacán.
Las doctrinas fueron fundadas a discreción de los frailes, ya que tenían libertad completa para establecer comunidades para catequizar a los indígena; estas doctrinas crecieron sin control y nunca pasaron al control de parroquias. Se formaron alrededor de una cabecera en donde tenían su monasterio permanente los frailes y de dicha cabecera salían a catequizar o visitar las aldeas y caseríos que pertenecían a la doctrina, y que se conocían como anexos, visitas o pueblos de visita. La administración colectiva por parte del grupo de frailes eran la característica más importante de las doctrinas ya que garantizaba la continuación del sistema de la comunidad en caso falleciese uno de los dirigentes. Los  frailes mercedarios tenían a su cargo nueve doctrinas, y todos sus anexos, que eran: Santa Ana de Malacatán, Concepción de Huehuetenango, San Pedro de Solomá, Nuestra Señora de la Purificación de Jacaltenango, Nuestra Señora de la Candelaria de Chiantla, San Andrés de Cuilco, Santiago de Tejutla, San Pedro de Zacatepeques, y San Juan de Ostuncalco.
En 1754, en virtud de una Real Cédula parte de las Reformas Borbónicas, todos los curatos de las órdenes regulares fueron traspasados al clero secular; y luego, en 1765 se publicaron las reformas borbónicas de la Corona española, que pretendían recuperar el poder real sobre las colonias y aumentar la recaudación fiscal. De esta forma, la corona española estableció una política tendiente a disminuir el poder de la Iglesia Católica, el cual hasta ese momento era prácticamente absoluto sobre los vasallos españoles; esta política de disminución de poder de la iglesia se basaba en la Ilustración y tenía seis puntos principales, entre los que destacaba una crítica al papel de la Iglesia dentro de la sociedad y de sus organismos derivados, sobre todo de las cofradías y hermandades. Los  mercedarios de  Guatemala entregaron sus doctrinas al clero secular, con casi treinta y tres mil indios de la sierra, todos bautizados e instruidos en la fe católica. El área de Tejutla fue un importante centro comercial y religioso; en agosto de 1767, Joseph Domingo Hidalgo describió a Santiago Tejutla como el Curato en la Gaceta de Guatemala. 
Cuando el arzobispo Pedro Cortés y Larraz visitó su arquidiócesis guatemalteca en los años 1768 a 1770 mencionó que el curato de Cuilco estaba integrado por: Santa María Magdalena Tectitián, Nuestra Señora de la Asunción Tacaná, Santiago Amatenango, San Martín Mazapa y San Francisco Motocintla.

### Tras la Independencia de Centroamérica
La constitución del Estado de Guatemala dividió al territorio en once distritos para la impartición de justicia por medio del método de juicios de jurados el 11 de octubre de 1825; Cuilco fue designado como sede de un circuito dentro del Distrito N.º10 (Quetzaltenango), circuito al que pertenecían también Tutuapa, Canival, Tectitán, Tacaná, Sivinal, Chiquigüil, Amatenango, Masapa y Motosinta.

### El efímero Estado de Los Altos

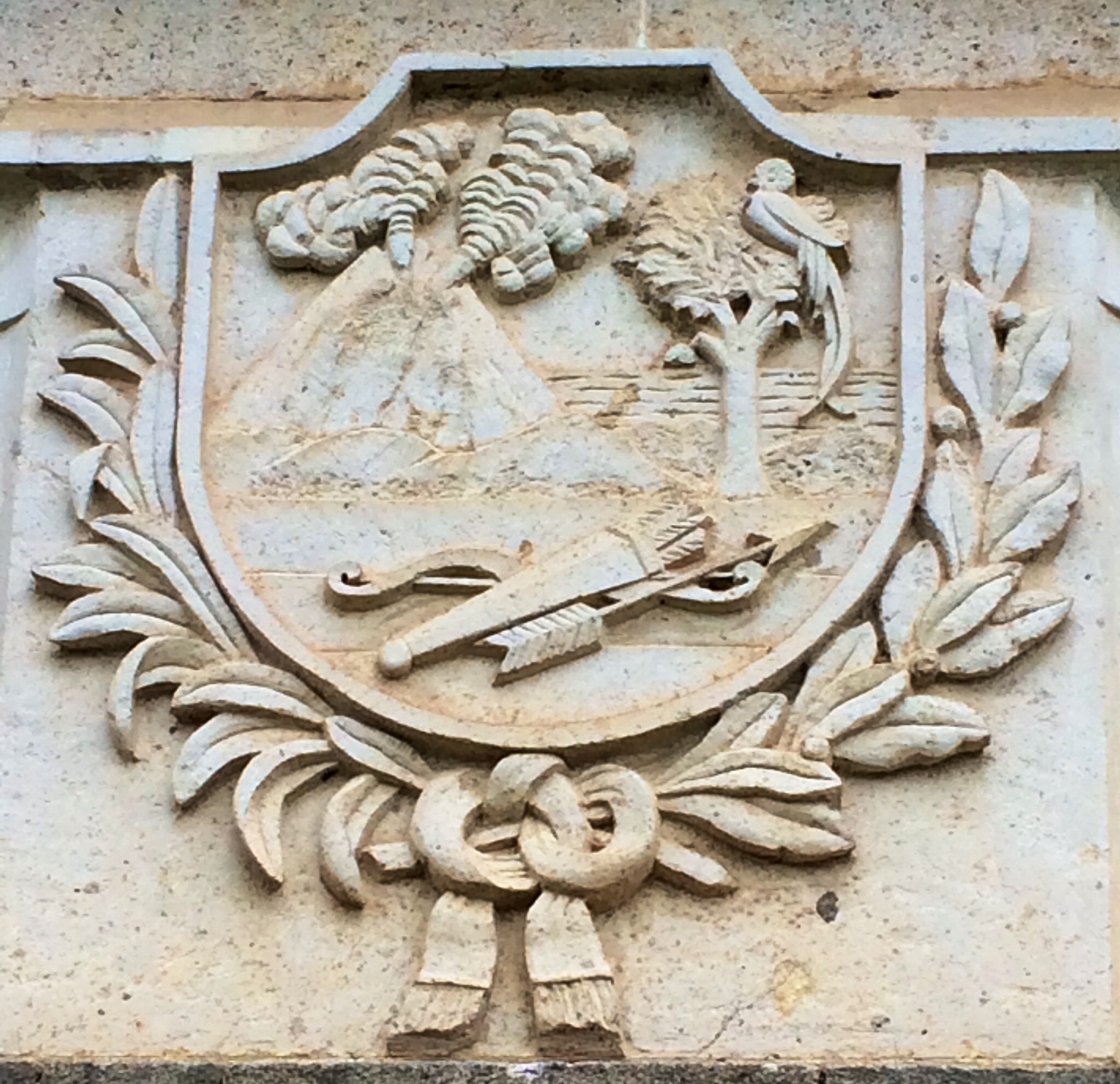
Escudo del Estado de los Altos

A partir del 3 de abril de 1838 Tacaná fue parte de la región que formó el efímero Estado de Los Altos y que forzó a que el Estado de Guatemala se reorganizara en siete departamentos y dos distritos independientes el 12 de septiembre de 1839:
- Departamentos: Chimaltenango, Chiquimula, Escuintla, Guatemala, Mita, Sacatepéquez, y Verapaz
- Distritos: Izabal y Petén[26]

La región occidental de la actual Guatemala había mostrado intenciones de obtener mayor autonomía con respecto a las autoridades de la ciudad de Guatemala desde la época colonial, pues los criollos de la localidad consideraban que los criollos capitalinos que tenían el monopolio comercial con España no les daban un trato justo.  Pero este intento de secesión fue aplastado por el general Rafael Carrera, quien reintegró al Estado de Los Altos al Estado de Guatemala en 1840.

### Comisión de Límites con México

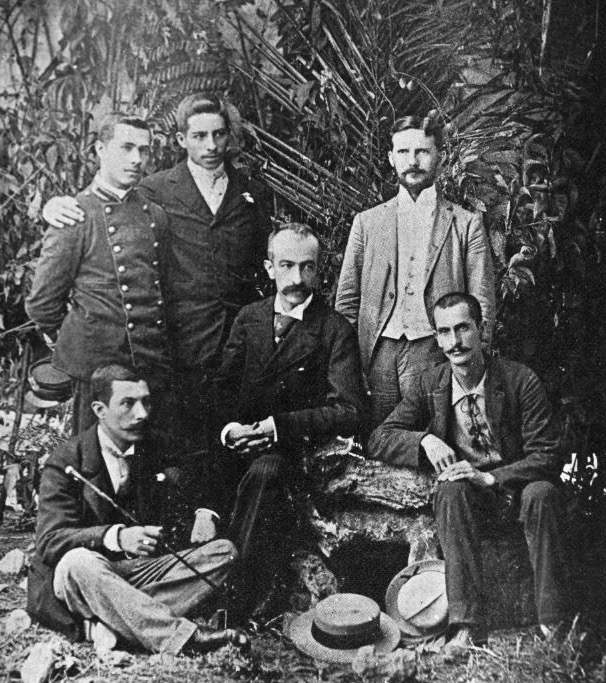
Comisión de ingenieros de Guatemala en el proyecto de la delimitación de límites con México.

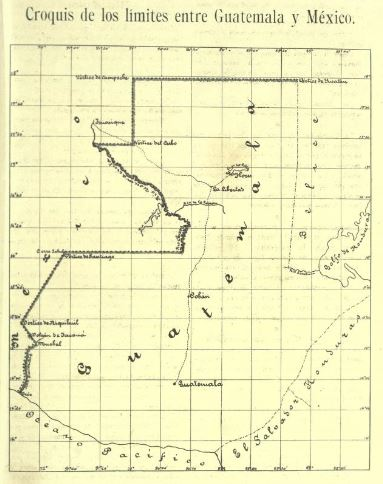
Croquis de los límites de Guatemala y México luego de que la comisión de límites concluyera los trabajos topográficos en 1896.

En virtud del convenio celebrado en la capital de México el 7 de diciembre de 1877 por los representantes de ambos países, fueron nombradas dos comisiones de ingenieros, una por cada nación para que reconocieran la frontera y levantaran un plano que sirviera para las negociaciones entre los dos países; aunque sólo se hizo un mapa de la frontera comprendida entre las faldas del volcán Tacaná y el océano Pacífico, se celebró la reunión del presidente Justo Rufino Barrios y Matías Romero, representante mexicano, en Nueva York el 12 de agosto de 1882, en la que se sentaron las bases para un convenio sobre límites, en las cuales hizo constar que Guatemala prescindía de los derechos que le asistieran sobre Chiapas y Soconusco y se fijaron los límites definitivos.  En noviembre de 1883, se dio principio al trazado de la frontera y al levantamiento del plano topográfico de sus inmediaciones, siendo jefe de la comisión guatemalteca el astrónomo Miles Rock, y sus colaboradores Edwin Rockstroh, Felipe Rodríguez, Manuel Barrera y Claudio Urrutia. En el primer año de trabajo se llegó únicamente al cerro Ixbul, y en el siguiente se buscó llegar al Río Usumacinta o al Río Chixoy, pero fue en extremo difícil debido a que no había caminos en el área.  
En su informe al Gobierno de la República de Guatemala en 1900, el ingeniero Claudio Urrutia indicó que: «[...] el tratado fue fatal para Guatemala. En todo con lo que la cuestión de límites se relacionó durante aquella época, existe algo oculto que nadie ha podido descubrir, y que obligó a las personas que tomaron parte en ello por Guatemala a proceder festinadamente o como si obligados por una presión poderosa, trataron los asuntos con ideas ajenas o de una manera inconsciente». Y luego continúa: «Guatemala perdió por una parte cerca de 15.000 km y ganó por otra, cosa de 5,140 km. Resultado: Una pérdida de 10,300 km. Guatemala perdió catorce pueblos, diecinueve aldeas y cincuenta y cuatro rancherías, con más de 15,000 guatemaltecos, mientras que México perdió un pueblo y veintiocho rancherías con 2500 habitantes: júzguese la equidad en las compensaciones».
Todos los ejemplares de la Memoria sobre la Cuestión de Límites fueron recogidos por órdenes del presidente Manuel Estrada Cabrera poco después de haberse repartido; y de acuerdo a la historiadora Solís Castañeda, lo mismo ocurrió con la segunda edición -1964- y con el libro Grandezas y Miserias de la Vida Diplomática, los cuales fueron decomisado en 1968 por instrucciones del Ministerio de Relaciones Exteriores del gobierno del licenciado Julio César Méndez Montenegro.

### sigloXXI: tormenta Stan
El huracán Stan, azotó Guatemala como huracán de categoría I en los primeros días de octubre de 2005 y causó daños y pérdidas al país por unos 1000 millones de dólares, según un estudio de la CEPAL (Comisión Económica para América Latina y el Caribe). De acuerdo al informe, el huracán afectó directamente a 14 de los 22 departamentos de Guatemala; además, provocó 670 muertos, 850 desaparecidos y 3,5 millones de damnificados.
Las lluvias continuas pusieron al descubierto el desastre medioambiental de Guatemala: las deforestadas montañas no soportaron los bolsones agua y humedad que en esos días se formaron provocando derrumbes y deslaves. La mayoría de los ríos que brotan en las depredadas montañas de la bocacosta, con sus cuencas casi sin vegetación y la pérdida de profundidad en sus causes, provocó que se desbordaran e inundaran amplias regiones cultivadas y decenas de comunidades rurales y cabeceras municipales en la franja costera del país. En la altiplanicie central y occidental, capas y pliegues de cerros y volcanes se derrumbaron destruyendo cientos de viviendas y la tragedia humana. De la parte alta de la cuenca del lago de Atitlán, los deslaves fueron continuos, arrastrando lodo, piedras, rocas y arena. El lago, que normalmente recibe las aguas negras de doce cabeceras municipales, fue inundado con un gran volumen de desechos que flotaron durante varios días.
Los deslaves e inundaciones provocaron el colapso de las comunicaciones terrestres, aéreas y de telefonías, en un período que osciló de tres a cuatro días, en más de la mitad del país. Según las cifras del gobierno, se destruyeron quince puentes, un tercio de la red asfaltada y la mitad de caminos de terracería. UNICEF informó que mil dosciendos niños y niñas quedaron huérfanos. El municipio de Tacaná fue uno de los que sufrieron las mayores pérdidas humanas.

## Economía
Su principal fuente económica es el cultivo de papa y maíz.

## Ciudadanos notables
- General Roderico Anzueto Valencia (1886-1966): jefe de Policía y ministro de Agricultura durante el gobierno del general Jorge Ubico Castañeda.[35]